# Ronde van Zwitserland (mannen)
De Ronde van Zwitserland voor mannen wordt sinds 1933 jaarlijks verreden en vindt plaats in de derde week van juni. Sinds 2005 was de koers onderdeel van de UCI ProTour, vanaf 2011 van de UCI World Tour. De wedstrijd kent ook een editie voor vrouwen.

## Geschiedenis
Door de vele beklimmingen en het tijdstip is de Ronde van Zwitserland een belangrijke voorbereiding op de Ronde van Frankrijk. De ronde ondervindt concurrentie van de Dauphiné, een andere meerdaagse World Tour-wedstrijd die ook in juni wordt verreden. De Ronde van Zwitserland is iets langer dan de Franse tegenhanger en heeft over het algemeen een zwaarder parcours.
De meeste etappes worden in Zwitserland verreden. Soms gaat de route over de landsgrenzen. De buurlanden Liechtenstein en Oostenrijk worden regelmatig aangedaan.
Na de drie grote rondes wordt de Ronde van Zwitserland vaak gezien als een van de belangrijkste meerdaagse wedstrijden. De Ronde van Zwitserland wordt daarom ook weleens de vierde grote ronde genoemd.
Acht Belgische renners boekten een eindoverwinning in de Ronde van Zwitserland. In 1936 behaalde Henri Garnier de eerste overwinning. In 1971 voegde Georges Pintens daar de tweede aan toe. Eddy Merckx volgde in 1974, Roger De Vlaeminck in 1975, Michel Pollentier in 1977, Paul Wellens in 1978, Wilfried Wesemael in 1979 en in 1991 behaalde Luc Roosen de laatste zege.
De enige Nederlandse overwinning behaalde Hennie Kuiper in 1976.
Opvallend is dat het zelden voorkomt, dat dezelfde renner in één jaar achtereenvolgens de Ronde van Zwitserland en de Ronde van Frankrijk wint. Tot dusverre slaagden alleen Eddy Merckx (1974) en Egan Bernal (2019) hierin.
In de editie van 2023 kwam de Zwitserse wielrenner Gino Mäder in de vijfde etappe zwaar ten val. Dit vond plaats in de afdaling van de Albulapas. Een dag later overleed hij aan zijn verwondingen in het ziekenhuis.

## Lijst van winnaars
* In 2006 won oorspronkelijk Jan Ullrich, maar hij verloor zijn zege aan Koldo Gil vanwege een schorsing in een dopingzaak.

### Meervoudige winnaars
| Zeges | Renner           | Jaren                  |
| ----- | ---------------- | ---------------------- |
| 4     | Pasquale Fornara | 1952, 1954, 1957, 1958 |
| 3     | Ferdy Kübler     | 1942, 1948, 1951       |
| 3     | Hugo Koblet      | 1950, 1953, 1955       |
| 3     | Rui Costa        | 2012, 2013, 2014       |
| 2     | Gino Bartali     | 1946, 1947             |
| 2     | Hans Junkermann  | 1959, 1962             |
| 2     | Louis Pfenninger | 1968, 1972             |
| 2     | Andy Hampsten    | 1986, 1987             |
| 2     | Beat Breu        | 1981, 1989             |
| 2     | Sean Kelly       | 1983, 1990             |
| 2     | Simon Špilak     | 2015, 2017             |

### Overwinningen per land
| Zeges | Land                                                                            |
| ----- | ------------------------------------------------------------------------------- |
| 23    | Zwitserland                                                                     |
| 19    | Italië                                                                          |
| 08    | België                                                                          |
| 04    | Duitsland, Portugal, Verenigde Staten                                           |
| 03    | Oostenrijk, Spanje                                                              |
| 02    | Australië, Colombia, Frankrijk, Ierland, Rusland, Slovenië, Verenigd Koninkrijk |
| 01    | Ecuador, Denemarken, Kazachstan, Luxemburg, Nederland, Tsjechië                 |

## Leiderstruien
Voor 2020: Bergklassement: lichtbruin met donkerbruine mouw; puntenklassement: zwart met lichtgrijze mouw.

Algemeen klassement
Bergklassement
Puntenklassement

Mannen: 1933 · 1934 · 1935 · 1936 · 1937 · 1938 · 1939 · 1940 · 1941 · 1942 · 1943 · 1944 · 1945 · 1946 · 1947 · 1948 · 1949 · 1950 · 1951 · 1952 · 1953 · 1954 · 1955 · 1956 · 1957 · 1958 · 1959 · 1960 · 1961 · 1962 · 1963 · 1964 · 1965 · 1966 · 1967 · 1968 · 1969 · 1970 · 1971 · 1972 · 1973 · 1974 · 1975 · 1976 · 1977 · 1978 · 1979 · 1980 · 1981 · 1982 · 1983 · 1984 · 1985 · 1986 · 1987 · 1988 · 1989 · 1990 · 1991 · 1992 · 1993 · 1994 · 1995 · 1996 · 1997 · 1998 · 1999 · 2000 · 2001 · 2002 · 2003 · 2004 · 2005 · 2006 · 2007 · 2008 · 2009 · 2010 · 2011 · 2012 · 2013 · 2014 · 2015 · 2016 · 2017 · 2018 · 2019 · 2020 · 2021 · 2022 · 2023 · 2024 · 2025
Vrouwen: 1998 · 1999 · 2000 · 2001 · 2002-2020 · 2021 · 2022 · 2023 · 2024 · 2025
2011 · 2012 · 2013 · 2014 · 2015 · 2016 · 2017 · 2018 · 2019 · 2020 · 2021 · 2022 · 2023 · 2024 · 2025
Tour Down Under · Great Ocean Road Race · Ronde van de Verenigde Arabische Emiraten · Omloop Het Nieuwsblad · Strade Bianche · Parijs-Nice · Tirreno-Adriatico · Milaan-San Remo · Ronde van Catalonië · Driedaagse Brugge-De Panne · E3 Harelbeke · Gent-Wevelgem · Dwars door Vlaanderen · Ronde van Vlaanderen · Ronde van het Baskenland · Parijs-Roubaix · Amstel Gold Race · Waalse Pijl · Luik-Bastenaken-Luik · Ronde van Romandië · Eschborn-Frankfurt · Ronde van Italië · Ronde van Auvergne-Rhône-Alpes · Ronde van Zwitserland · Copenhagen Sprint · Ronde van Frankrijk · Clásica San Sebastián · Ronde van Polen · BEMER Cyclassics · Renewi Tour · Ronde van Spanje · Bretagne Classic · GP van Québec · GP van Montréal · Ronde van Lombardije · Ronde van Guangxi